# Fatma Said
Fatma Said (* 1991 in Kairo) ist eine ägyptische Sopranistin, die in Berlin wohnte und jetzt hauptsächlich in London lebt.

## Leben
Fatma Said wuchs in Kairo auf, wo sie die Deutsche Schule der Borromäerinnen besuchte. Ihr Vater Ahmed Hassan Said leitet die Partei der Freien Ägypter und war während der Regierung Mursi in der Opposition.
Said erhielt den ersten Gesangsunterricht mit 14 Jahren bei der Sopranistin Neveen Allouba im Studio des Opernhauses Kairo. Bereits nach drei Monaten durfte sie bei ihrem jährlichen Weihnachtskonzert auftreten. Sie studierte ab 2009 Gesang an der Hanns-Eisler-Hochschule für Musik in Berlin, wo sie 2013 ihren Bachelor of Music ablegte. Bekannt wurde Said unter anderem durch ihre Schumann-Liedvorträge, so zum Beispiel beim 16. Bonner Schumannfest vom 29. Mai bis 9. Juni 2013. Anschließend bekam sie ein Stipendium am Teatro alla Scala in Mailand. Sie gehört dem Internationalen Opernstudio dort an und war die erste Sopranistin aus Ägypten, die jemals für die renommierte Schule auftrat. 2016 war sie als Pamina in der Peter-Stein-Inszenierung der Zauberflöte an der Mailänder Scala zu sehen.
Sie war auf vielen internationalen Bühnen zu sehen, darunter im Teatro San Carlo (Neapel), im Royal Opera House Muscat, im Gewandhaus (Leipzig), in der Kaiser-Wilhelm-Gedächtniskirche (Berlin) sowie im Konzerthaus Berlin. Sie spielte Rollen in den Opern Falstaff, L’enfant et les sortilèges, La Cenerentola (Kinderversion) und Der Barbier von Sevilla. Sie sang auf vielen namhaften Festivals wie dem Internationalen Musikfestival in Bad Kissingen, dem Schumannfest in Bonn und dem 9. und 10. D-Marine Turgutreis International Classical Music Festival in der Türkei.
Fatma Said ist für ihr soziales Engagement bekannt. So arbeitete sie mit Eugenio Bennato beim Teatro San Carlo an einem Projekt zum Arabischen Frühling. Beim Tag der Menschenrechte 2014 repräsentierte sie Ägypten und trat vor den Vereinten Nationen in Genf zusammen mit Juan Diego Flórez auf. Damit setzte sie sich für die musikalische Bildung von Kindern und Jugendlichen ein. Als erste Opernsängerin erhielt sie 2016 den Creativity Award von Ägypten. Im selben Jahr wurde sie auch vom National Council for Women geehrt. 2017 trat sie bei einem Benefiz-Abend der American University in Cairo auf.

## Auszeichnungen
- 1. Preis und Publikumspreis der Leyla Gencer International Opera Competition in Istanbul 2012
- Gewinnerin des Grand Prix des I. Internationalen Giulio-Perotti-Gesangswettbewerbs 5. bis zum 11. Februar 2011 in Ueckermünde, damals als Gesangsstudentin der Hanns-Eisler-Hochschule für Musik in Berlin[10]
- 2. Preis und Silbermedaille beim XVI. Internationalen Robert-Schumann-Wettbewerb für Klavier und Gesang in Zwickau 2012
- 1. Preis des 8th Veronica Dunne International Singing Competition in Dublin 2016[11]
- Ehrenpreis des National Council for Women in Ägypten 2016[6]
- BBC Radio 3 New Generation Artist 2016[12]
- OPUS Klassik 2021 in der Kategorie Nachwuchskünstler (Gesang)

## Diskografie
- 2017: Wolfgang Amadeus Mozart: Die Zauberflöte. Aus der Mailänder Scala mit Fatma Said als Pamina, Regie Peter Stein, musikalische Leitung Ádám Fischer. DVD / Blu-ray erschienen bei CMajor, Mai 2017.
- 2018: Christoph Willibald Gluck: Orfeo ed Euridice. Aus der Mailänder Scala mit Fatma Said als Amor, Regie: John Fulljames & Hofesh Shechter, musikalische Leitung Michele Mariotti. DVD / Blu-ray erschienen bei Concorde, Nov. 2018.
- 2020: Fatma Said – El Nour. Französische, spanische und arabische Lieder. Mit Malcolm Martineau (Klavier), Rafael Aguirre (Gitarre), Burcu Karadag (Nay), Tim Allhoff (Klavier) und dem Vision String Quartet. CD erschienen bei Warner, Okt. 2020.
- 2022: Fatma Said – Kaleidoscope. Mit Tim Allhoff (Klavier), Christian Gerber (Bandoneon), Marianne Crebassa (Mezzosopran), Lucienne Renaudin Vary (Trompete), dem Vision String Quartet, Quinteto Angel, Henning Sieverts (Bass), dem Orchestre Philharmonique de Monte-Carlo, Sascha Goetzel (Dirigent) u. a., Warner
- 2025: Fatma Said – Lieder. 24 deutschsprachige Lieder von Schubert, Mendelssohn, Schumann und Brahms, mit Malcolm Martineau und Joseph Middleton (Klavier), Anneleen Lenaerts (Harfe), Sabine Meyer (Klarinette), Huw Montague Rendall (Bariton) und anderen, als CD und LP erschienen bei Warner Classics, Feb. 2025.